# Merizocera brincki
Merizocera brincki là một loài nhện trong họ Ochyroceratidae. Loài này phân bố ở Sri Lanka.